# Nathdwara
Nathdwara (o Nathwara) è una suddivisione dell'India, classificata come municipality, di 37.007 abitanti, situata nel distretto di Rajsamand, nello stato federato del Rajasthan. In base al numero di abitanti la città rientra nella classe III (da 20.000 a 49.999 persone).

## Geografia fisica
La città è situata a 24° 55' 60 N e 73° 49' 0 E e ha un'altitudine di 584 m s.l.m..

## Società

### Evoluzione demografica
Al censimento del 2001 la popolazione di Nathdwara assommava a 37.007 persone, delle quali 19.310 maschi e 17.697 femmine. I bambini di età inferiore o uguale ai sei anni assommavano a 4.796, dei quali 2.514 maschi e 2.282 femmine. Infine, coloro che erano in grado di saper almeno leggere e scrivere erano 26.846, dei quali 15.414 maschi e 11.432 femmine.